# Cathy Moriarty
Cathy Moriarty (New York, 29 novembre 1960) è un'attrice statunitense.

## Biografia

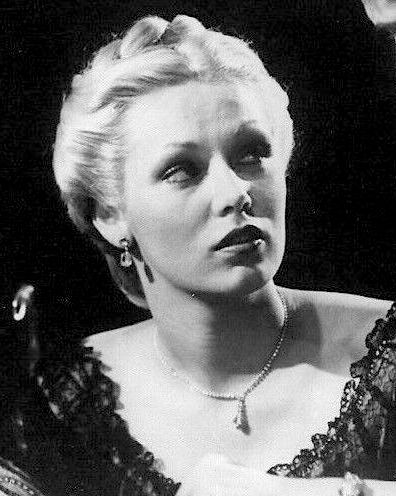
Cathy Moriarty sul set del film Toro scatenato (1980)

Cresciuta a Yonkers, Stato di New York, a 18 anni, nel 1979, spinta dagli amici partecipa a un concorso di bellezza in un bar, lo vince e qui viene fotografata da Joe Pesci, il quale la chiama tre settimane dopo per un provino per Toro scatenato direttamente con Robert De Niro, che supera.
Debutta quindi a diciott'anni nel ruolo di Vickie, moglie del pugile Jake LaMotta (interpretato da Robert De Niro), in Toro scatenato (1980) di Martin Scorsese, che le vale una candidatura al premio Oscar alla miglior attrice non protagonista. All'epoca si stava diplomando al liceo.
Attrice caratterizzata da un timbro di voce roco e acido, si specializza in ruoli cinici o antipatici. Dopo un inizio promettente, un grave incidente le impedisce di proseguire la sua carriera sino al 1987. Lontana dalle scene per sei anni, deve rinunciare alla partecipazione a un film con Jack Nicholson (realizzato soltanto nel 1990 con il titolo Il grande inganno), ma perde anche la popolarità ottenuta agli esordi.
Le sue interpretazioni più note restano quelle di Ramona in I vicini di casa (1981) di John G. Avildsen, di Montana Moorehead (che considera il suo preferito) in Bolle di sapone (1991) di Michael Hoffman, di Lana Lake in I re del mambo (1992) di Arne Glimcher. Veste i panni dell'infida Carrigan nel film per famiglie Casper (1995) di Brad Silberling e ha un ruolo anche nel remake del film di John Cassavetes, Gloria, diretto nel 1999 da Sidney Lumet. Prende parte anche all'esordio registico di Sean Penn, Lupo solitario, ma le sue scene vengono completamente tagliate in fase di montaggio.

## Filmografia

### Cinema
- Toro scatenato (Raging Bull), regia di Martin Scorsese (1980)
- I vicini di casa (Neighbors), regia di John G. Avildsen (1981)
- L'occhio del terrore (White of the Eye), regia di Donald Cammell (1987)
- Incubo radioattivo (Burndown), regia di James Allen (1990)
- Un poliziotto alle elementari (Kindergarten Cop), regia di Ivan Reitman (1990)
- Bolle di sapone (Soapdish), regia di Michael Hoffman (1991)
- I re del mambo (The Mambo Kings), regia di Arne Glimcher (1992)
- Matinee, regia di Joe Dante (1993)
- Occhio al testimone (Another Stakeout), regia di John Badham (1993)
- Harry e Carota (Me and the Kid), regia di Dan Curtis (1993)
- Forget Paris, regia di Billy Crystal (1995)
- Casper, regia di Brad Silberling (1995)
- Foxfire, regia di Annette Haywood-Carter (1996)
- Opposite Corners, regia di Louis D'Esposito (1997)
- A Brother's Kiss, regia di Seth Zvi Rosenfeld (1997)
- Un sogno in fondo al mare (Dream with the Fishes), regia di Finn Taylor (1997)
- Un autunno tra le nuvole (Digging to China), regia di Timothy Hutton (1997)
- Cop Land, regia di James Mangold (1997)
- Piscine - Incontri a Beverly Hills (Hugo Pool), regia di Robert Downey Sr. (1997)
- P.U.N.K.S., regia di Sean McNamara (1999)
- Gloria, regia di Sidney Lumet (1999)
- Pazzi in Alabama (Crazy in Alabama), regia di Antonio Banderas (1999)
- Gonne al bivio (But I'm a Cheerleader), regia di Jamie Babbit (1999)
- New Waterford Girl, regia di Allan Moyle (1999)
- Little Pieces, regia di Montel Williams (2000)
- Caccia al serial killer (Red Team), regia di Jeremy Haft (2000)
- L'estate della tua vita (Prince of Central Park ), regia di John Leekley (2000)
- Un boss sotto stress (Analyze That), regia di Harold Ramis (2002)
- Il cacciatore di ex (The Bounty Hunter), regia di Andy Tennant (2010)
- Il sosia - The Double (The Double), regia di Richard Ayoade (2013)
- Rob the Mob, regia di Raymond De Felitta (2014)
- Patti Cake$, regia di Geremy Jasper (2017)

### Televisione
- Oltre la legge - L'informatore (Wiseguy) - serie TV, 1 episodio (1989)
- Racconti di mezzanotte (Tales from the Crypt) - serie TV, 1 episodio (1992)
- Another Midnight Run, regia di James Frawley - film TV (1994)
- Rebel Highway - serie TV, 1 episodio (1994)
- Santo Bugito - serie TV, 1 episodio (1995)
- The Adventures of Captain Zoom in Outer Space, regia di Max Tash - film TV (1995)
- Bless This House - serie TV, 16 episodi (1995-1996)
- Hey, Arnold! (Hey Arnold!) - serie TV, 3 episodi (1997-1999)
- Traces of Insanity, regia di Roberta C. Williams - film TV (1998)
- Casper e Wendy - Una magica amicizia (Casper Meets Wendy), regia di Sean McNamara - film TV (1998)
- The Hunger - serie TV, 1 episodio (2000)
- Law & Order - I due volti della giustizia (Law & Order) - serie TV, 1 episodio (2001)
- Law & Order: Criminal Intent - serie TV, 2 episodi (2010)
- Law & Order - Unità vittime speciali (Law & Order: Special Victims Unit) - serie TV, 3 episodi (2005-2014)
- I'm Dying Up Here - Chi è di scena? (I'm Dying Up Here) - serie TV, 1 episodio (2017)
- This Is Us - serie TV, 1 episodio (2018)
- City on a Hill - serie TV, 4 episodi (2019)

### Doppiaggio
- The Tick - serie TV, 1 episodio (1995)
- Storie della mia infanzia (Stories from My Childhood) - serie TV, 2 episodi (1998)
- Ricreazione (Recess) - serie TV, 1 episodio (1998)
- Lilli e il vagabondo II - Il cucciolo ribelle (Lady and the Tramp II: Scamp's Adventure), regia di Darrell Rooney (2001)

## Doppiatrici italiane
Nelle versioni in italiano dei suoi film, Cathy Moriarty è stata doppiata da:
- Melina Martello in I vicini di casa, Gloria
- Paila Pavese in Un autunno fra le nuvole, Il cacciatore di ex
- Maria Pia Di Meo in Cop Land, Un boss sotto stress
- Manuela Andrei in Toro scatenato
- Stefanella Marrama in Un poliziotto alle elementari
- Loretta Stroppa in Bolle di sapone
- Vittoria Febbi in Matinee
- Pinella Dragani in Casper
- Adele Pellegatta in Piscine - Incontri a Beverly Hills
- Paola Giannetti in Casper e Wendy - Una magica amicizia
- Susanna Javicoli in P.U.N.K.S.
- Aurora Cancian in Law & Order - Unità vittime speciali (ep. 6x19)
- Vanessa Giuliani in Law & Order - Criminal Intent
- Anna Teresa Eugeni in Patti Cake$
- Anna Rita Pasanisi in City on a Hill
- Rita Savagnone in Law & Order - Unità vittime speciali (ep. 14x22)
- Daniela Nobili in Law & Order - Unità vittime speciali (ep. 15x11)

Da doppiatrice è sostituita da:
- Cristina Grado in Lilli e il vagabondo II - Il cucciolo ribelle